# The Boxer
Die Folk-Rock-Ballade The Boxer (englisch für ‚Der Boxer‘) des US-amerikanischen Duos Simon & Garfunkel wurde 1968 von Paul Simon geschrieben. 1969 als Single veröffentlicht, erreichte sie Platz 7 der US-amerikanischen und Platz 19 der deutschen Charts. Im Folgejahr erschien sie auf Bridge over Troubled Water, dem letzten gemeinsamen Studioalbum der beiden Musiker.
Das Lied über einen Verlierer in der Großstadt ist bekannt für seinen eingängigen Refrain, in dem die Melodie mit den Silben “lie-la-lie” [laɪ̯ lɑ laɪ̯] gesungen wird, begleitet von stark hallenden Trommelschlägen, und für das Gitarren-Fingerpicking von Fred Carter, Jr. und Paul Simon. Das Musikmagazin Rolling Stone führt das Werk auf Platz 105 seiner Liste der 500 besten Songs aller Zeiten.

## Text
Inhaltlich ist The Boxer das Klagelied eines einsamen, erfolglosen Menschen. Aus Sicht des Ich-Erzählers werden dessen vergebliche Bemühungen beschrieben, gegen seine Einsamkeit und Armut in New York City anzukämpfen. In der letzten Strophe wechselt die Erzählperspektive zur Beschreibung eines Boxers, der trotz vieler Niederschläge und Verletzungen weiterkämpft. Zwar ruft er wütend und beschämt “I am leaving, I am leaving” (deutsch: „Ich geh weg, ich geh weg.“) Aber der Kämpfer bleibt dennoch: “But the fighter still remains”. Nach diesen Worten wird nur noch der textlose Refrain wiederholt.
In der Textinterpretation von James Bennighof wurde der Boxer durch skrupellose Promoter zum Opfer gemacht und ist nunmehr auf Gedeih und Verderb den gefährlichen Straßen der Stadt ausgesetzt. Unter diesen Umständen wird er durch verschiedene Charakterzüge interessant: Er übernimmt gewisse Verantwortung für seine Täuschungen, er lässt Furcht und Einsamkeit zu, will durch Arbeit zu ehrenvollem Lohn kommen und weigert sich, durch Wettquoten besiegt zu werden.
Die Inspiration zu dem Text hatte Simon beim Lesen der Bibel. In einem Interview mit dem Playboy 1984 sagte er:

“I think I was reading the Bible around that time. That’s where I think phrases such as ‘workman’s wages’ came from, and ‘seeking out the poorer quarters’. That was biblical.”

„Ich denke, ich las zu der Zeit in der Bibel. Da sind, glaube ich, Passagen wie ‚workman’s wages‘ [deutsch etwa: ‚Lohn eines Arbeiters‘] her, und ‚seeking out the poorer quarters‘ [etwa: ‚die ärmeren Viertel aufsuchen‘]. Das war biblisch.“

Simon fuhr unmittelbar fort, das Lied habe seine eigene Gefühlslage beschrieben: Von allen Seiten habe er Schläge bezogen, “and I’m telling you now I’m going to go away if you don’t stop.” (deutsch: „und ich sage euch jetzt, ich werde gehen, wenn ihr damit nicht aufhört.“) Zu dieser Zeit seien sie das erste Mal mit Kritik konfrontiert gewesen, nachdem man sie die ersten Jahre nur hochgelobt habe.
Dass der Refrain ohne Liedtext bleibt, war ursprünglich nicht geplant. In einem Interview mit dem Magazin SongTalk gab Simon 1990 an, dass die mehrfach aneinander gereihte Silbenfolge “lie-la-lie” zunächst nur als Platzhalter dienen sollte:

“I thought that ‘lie la lie’ was a failure of songwriting. I didn’t have any words! Then people said it was ‘lie’ but I didn’t really mean that. That it was a lie. But, it’s not a failure of songwriting, because people like that and they put enough meaning into it, and the rest of the song has enough power and emotion, I guess, to make it go, so it’s all right. But for me, every time I sing that part, I’m a little embarrassed.”

„Ich dachte, ‚lie la lie‘ sei ein Versagen beim Liedtexten. Mir fielen keine Worte ein! Die Leute sagten, es sei eine ‘lie’ [englisch ‚Lüge‘], aber das hatte ich eigentlich nicht gemeint. Dass es eine Lüge war. Trotzdem ist es kein Fehlschlag beim Liedtexten, denn die Leute mögen das und sie lesen genug Bedeutung hinein. Der Rest des Liedes hat genug Kraft und Gefühl, dass es funktioniert, glaube ich. Daher ist es in Ordnung. Aber jedes Mal, wenn ich diesen Teil singe, bin ich etwas verlegen.“

Unterlegt wird dieser nichtssagende Textausfüller mit nachhallenden, überlauten Trommelschlägen.
Die „fehlende“ Strophe
The Boxer wurde ursprünglich mit einer zusätzlichen Strophe, die allerdings nicht in der Bridge over Troubled Water-Version auftaucht, geschrieben. Sie wurde bei der im November 1969 gestarteten Tour gespielt und ist auch auf dem Live-Album Live 1969 zu hören. Des Weiteren spielte Simon die fehlende Strophe bei seinen Soloauftritten ab 1970. Ein weiteres Mal, dass Simon & Garfunkel die Strophe verwendeten, war bei der zweiten Ausgabe der neuen Comedy-Show Saturday Night Live am 18. Oktober 1975, die Paul moderierte und er zusammen mit Art The Boxer, Scarborough Fair und My Little Town sang. Danach war diese Strophe auch noch bei der vorübergehenden Wiedervereinigung der beiden beim Concert in Central Park am 19. September 1981 sowie in einer Ausgabe der David Letterman Show zu hören.

## Aufnahme
Die grundlegenden Aufnahmen der Musikspur entstanden in Nashville ab dem 16. November 1968. Simon & Garfunkel wurden dabei von Mitgliedern der professionellen The Wrecking Crew begleitet. Zu hören sind: Paul Simon und Studiomusiker Fred Carter Jr. (Gitarren) mit seinem Fingerpicking, Peter Drake (Pedal steel guitar und Dobro), Larry Knechtel (Keyboard), Charlie McCoy (Mundharmonika), Joe Osborn (Bassgitarre), Hal Blaine (Schlagzeug) sowie Ernie Freeman und Jimmy Haskell (Geigen). Hal Blaines Schlagzeug wurde zur Verstärkung der Nachhalleffekte gegenüber einem Aufzug platziert und der Klang der Snare Drum durch einen Lautsprecher im Aufzugschacht verstärkt. Buddy Harman, sonst gefragter Schlagzeuger des Nashville A-Team, spielte Perkussion. Das markante Intro ist gekennzeichnet durch kaskadenartig spielende Akustikgitarren. Auch unübliche Instrumente wie eine runde Steelguitar, Bassmundharmonika, Dobro und Piccolotrompete (im Instrumentalteil) wurden verwendet.
Geigenparts und Gesang wurden danach in den Columbia Studios von New York hinzugefügt; der Gesang im Endteil entstand im Dezember 1968 in der St. Paul’s Chapel (Manhattan). Insgesamt waren über einhundert Aufnahmestunden nötig. The Boxer war als Teil der LP Bridge over Troubled Water gedacht, deren Abmischung erst im November 1969 im Studio B der Columbia Records stattfand.
Für die Aufnahmen zum Album wurde eine der Strophen gestrichen. Darin wird geschildert, wie die Jahre vergehen, ohne dass sich die Situation des Ich-Erzählers ändert. Bei verschiedenen Auftritten haben Simon & Garfunkel diese Strophe allerdings gesungen. So ist sie unter anderem auf dem Live-Album Live 1969 enthalten, ebenso in der Aufnahme vom Konzert im Central Park, das das Duo am 19. September 1981 gab.

Simon & Garfunkel – The Boxer

## Veröffentlichung
Das Lied erschien zunächst als 7″-Single mit der B-Seite Baby Driver (Columbia 4-44785). Es war die erste Single-Auskopplung aus dem 1970er Studioalbum Bridge over Troubled Water und zugleich die einzige Veröffentlichung von Simon & Garfunkel im Jahr 1969.
Eine Neuveröffentlichung von 1992 als Single mit Cecilia als B-Seite blieb ohne Charterfolge.

## Auszeichnungen
Das Musikmagazin Rolling Stone wählte den Song 2004 auf Platz 105 seiner Liste der 500 besten Songs aller Zeiten. Es bewertet ihn damit als zweitbestes Lied von Simon & Garfunkel nach Bridge over Troubled Water.

## Kommerzieller Erfolg

### Chartplatzierungen
Sie stieg am 12. April des Jahres in die US-amerikanischen Singlecharts Billboard Hot 100 ein, wo sie insgesamt zehn Wochen blieb und zwischenzeitlich Platz 7 erreichte. Damit blieb sie hinter dem Erfolg der Vorgänger-Single, dem Nummer-eins-Hit Mrs. Robinson, zurück.
Auf den europäischen Musikmärkten wurde die Single unterschiedlich aufgenommen. In den deutschen Singlecharts blieb sie zweieinhalb Monate und kam über Position 19 nicht hinaus. In Großbritannien und Österreich platzierte sie sich jeweils in den Top Ten, in der Schweizer Hitparade – damals beschränkt auf zehn Plätze – tauchte sie dagegen nicht auf.
| ChartsChartplatzierungen       | Höchstplatzierung | Wochen/ Monate |
| ------------------------------ | ----------------- | -------------- |
| Deutschland (GfK)              | 19 (5 Wo.)        | 5 Wo.          |
| Österreich (Ö3)                | 9 (4 Mt.)         | 4 Mt.          |
| Vereinigte Staaten (Billboard) | 7 (10 Wo.)        | 10 Wo.         |
| Vereinigtes Königreich (OCC)   | 6 (14 Wo.)        | 14 Wo.         |

### Auszeichnungen für Musikverkäufe
| Land/Region                  | Auszeichnungen für Musikverkäufe (Land/Region, Auszeichnung, Verkäufe) | Verkäufe |
| ---------------------------- | ---------------------------------------------------------------------- | -------- |
| Neuseeland (RMNZ)            | Platin                                                                 | 30.000   |
| Spanien (Promusicae)         | Gold                                                                   | 30.000   |
| Vereinigtes Königreich (BPI) | Platin                                                                 | 600.000  |
| Insgesamt                    | 1× Gold · 2× Platin ·                                                  | 660.000  |

Hauptartikel: Simon & Garfunkel/Auszeichnungen für Musikverkäufe

## Coverversionen
Das Lied wurde vielfach gecovert, unter anderem von Bob Dylan, erschienen im Juni 1970 auf Dylans Album Self Portrait, von Paul Butterfield, erschienen auf dem Album Live der Butterfield Blues Band vom selben Jahr, und von Emmylou Harris, erschienen auf dem 1980er Album Roses in the Snow. Die Punkrock-Band Me First And The Gimme Gimmes veröffentlichten 2008 ihre Version. 2012 erschien eine Coverversion des Songs von Jerry Douglas mit Mumford & Sons. Zudem gibt es eine deutsche Version Der Boxer von Hoffmann & Hoffmann. Die deutsche Irish-Folkpunk Gruppe The O’Reillys and The Paddyhats coverte den Song im Jahr 2017 für ihr Album Sign Of The Fighter.